# Каролтон (Алабама)
Каролтон (енгл. Carrollton) град је у америчкој савезној држави Алабама. По попису становништва из 2010. у њему је живело 1.019 становника.

## Демографија
Према попису становништва из 2010. у граду је живело 1.019 становника, што је 32 (3,2%) становника више него 2000. године.
| Група             | 2000.       | 2010.       |
| Белци             | 527 (53,4%) | 462 (45,3%) |
| Афроамериканци    | 440 (44,6%) | 439 (43,1%) |
| Азијати           | 1 (0,1%)    | 0 (0,0%)    |
| Хиспаноамериканци | 4 (0,4%)    | 106 (10,4%) |
| Укупно            | 987         | 1.019       |